# Mihail Sturdza
Mihail Sturza sau Sturdza (n. 24 aprilie 1794, Iași, Moldova – d. 8 mai 1884, Paris, Franța) a fost domn al Moldovei între aprilie 1834 și iunie 1849.

## Copilăria și tinerețea
Este fiul Marelui Logofăt Grigore Sturdza și al Mariei Calimah, fiică de domn. Educația i-a fost asigurată de către abatele francez Lhommé într-un spirit conservator, cu influențe ale Luminilor franceze. (Același prelat a fost educatorul unui alt politician remarcabil din secolul XIX, Mihail Kogălniceanu.) Tânărul Sturza a fost influențat și de juristul sas Christian Flechtenmacher stabilit în Moldova în 1812. Asemeni multor dintre boierii care îmbrățișaseră cauza națională, Mihail Sturza s-a înscris în 1821 în partidul pro-rus, al cărui obiectiv era ieșirea Moldovei de sub dominația turcească. În aceeași perioadă, era un contestatar al administrației din Moldova, pe care o considera insuficient modernizată, dar predispusă la preluarea unor idei democrate, de tip republican, ceea ce ar fi stârnit ostilitatea imperiilor vecine și posibilitatea ocupației militare în scop preventiv. 
Spirit reformist, Mihail Sturza a scris numerose memorii prin care atrăgea atenția asupra inechității economice dintre familiile boierești și restul populației țării (observa, de ex., că 800 de familii de boieri trăiau din munca a 60.000 de țărani), considerând necesară creșterea gradului de prosperitate a locuitorilor țării.

### Fuga în Rusia
În ianuarie 1821, în Țara Românească izbucnește Revoluția de la 1821, condusă de boierul Tudor Vladimirescu. Cu toate că inițial revoluția era îndreptată exclusiv împotriva fanarioților, aceasta curând se va îndrepta și împotriva boierilor pământeni, contrar voinței lui Vladimirescu. Multe moșii vor fi atacate și arse, iar țăranii locali vor părăsi proprietățile boierești. 
Instabilitatea care a cuprins întreaga Țară Românească va îngrijora nobilimea din teritoriile vecine. Mulți boieri moldoveni, de teama extinderii revoluției în țara lor, vor fugi în Imperiul Rus, printe ei fiind și tânărul Mihail Sturza, aceștia rămânând acolo pentru o perioadă destul de lungă.
În timpul petrecut pe teritoriul țarist, Sturza va schimba scrisori cu mai mulți oficiali din spațiul românesc, printre care și consulul rus Matvei Lvovici Minciaki. Sturza este considerat cel care a introdus termenul de „conservator" în limba română. Acest fapt s-a întâmplat în una dintre scrisorile sale din 1823, îndreptate lui Minciaki. În epistolă, Sturza îi explica acestuia motivele pentru care nu se întorsese încă în țară, menționând faptul că el și ceilalți boieri care l-au urmat își călăuzeau activitatea politică după o serie de „principii conservatoare". De asemenea, scrisoarea destinată lui Minciaki conținea și un memoriu îndreptat împotriva "cărvunarismului" practicat și tolerat la Iași în timpul domniei lui Ioniță Sandu Sturdza. Sturza va critica ferm proiectul constituțional al lui Ionică Tăutu, pe care-l considera drept „un act atentator la autoritatea constituită”, prin care „novatorii” sau „parveniții” căutau să impună practici politice neconforme cu „vechea administrație a Principatului”, prejudiciind astfel „binele public” și „armonia dintre guvernanți și guvernați”. Memoriul lui Sturza poate fi considerat începutul ideologiei conservatoare în spațiul românesc.

## Domnie

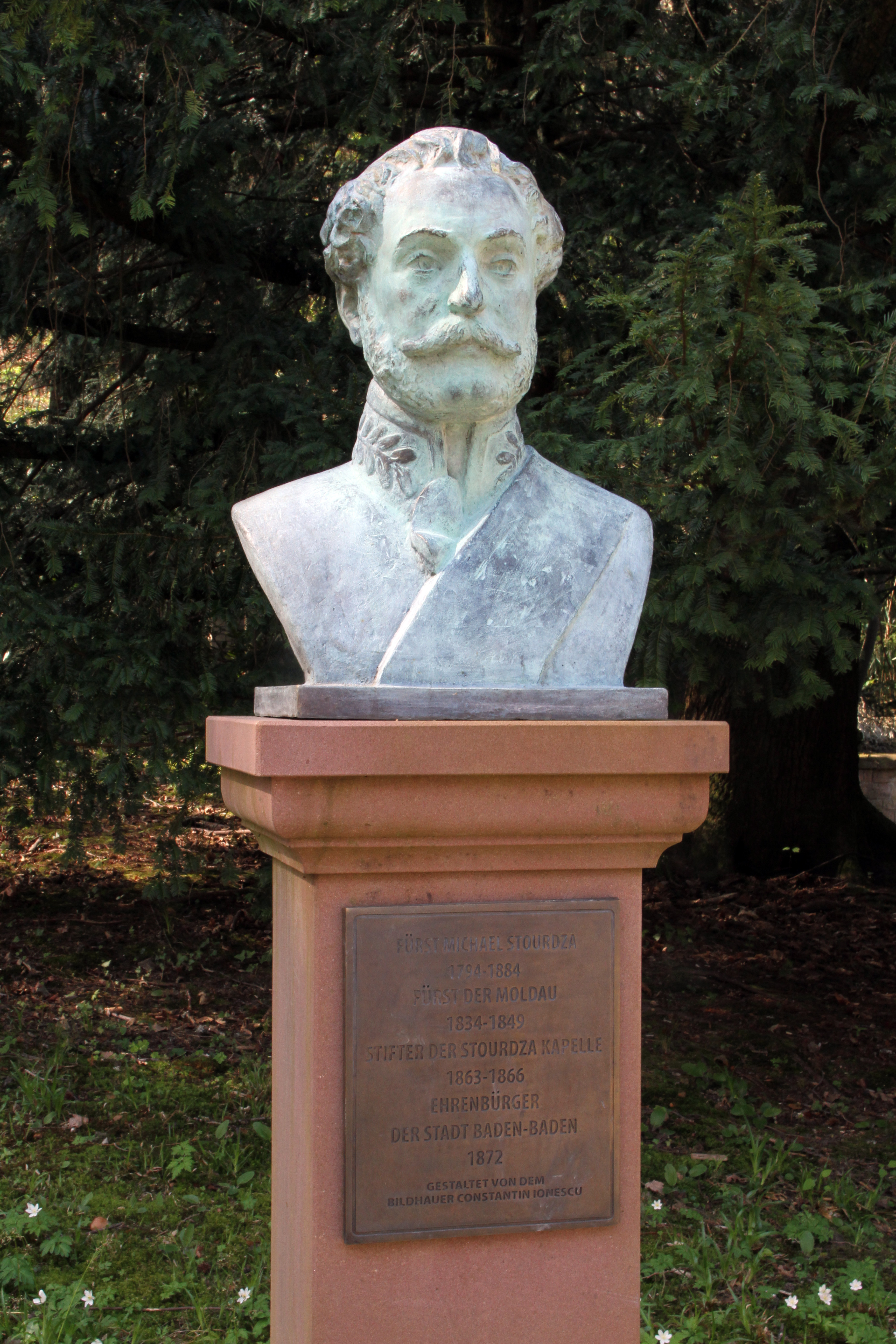
Portret bust în Baden-Baden

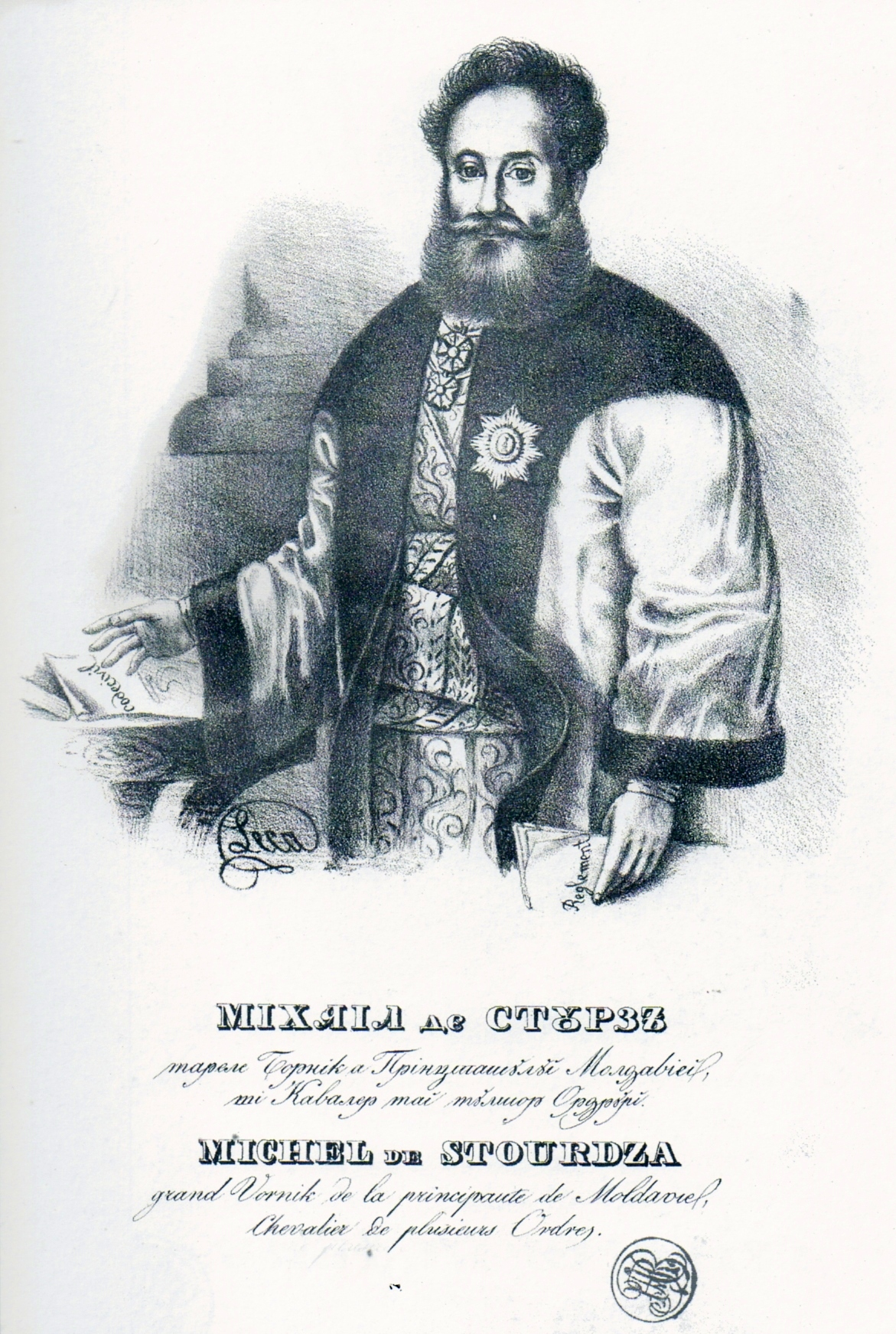
Mihail Sturza - de Constantin Lecca

Cu acordul Imperiului otoman – putere suzerană – și cel al Rusiei – putere protectoare a Țărilor Române după tratatul de la Kuciuk Kainargi – alegerea lui Mihail Sturza s-a făcut pe baza prevederilor din Regulamentul organic al Moldovei, devenind unul din cei doi primi suverani care au domnit asupra Țărilor Române ca monarhi cu atribuții și prerogative definite constituțional. 
Valorizând politicile de educație și apreciind politicile promovate de pedagogul elvețian Johann Heinrich Pestalozzi, Sturza l-a susținut pe Asachi la crearea Academiei Mihăilene din Iași, instituție cu rang universitar, prima de acest fel din istoria modernă a Principatelor Române. Academia (la care au predat mari nume ale culturii române din prima jumătate a secolului XIX) a devenit treptat un centru al deșteptării naționale. Administrator abil, s-a concentrat pe politici publice și administrative care să contribuie la creșterea economică a Moldovei și la modernizarea statului. Între anii 1834 și 1849 au fost construite aproximativ 250 km de drumuri și 400 de poduri de piatră, infrastructura fiind realizată după metodele MacAdam și Portland, ceea ce le-a conferit o durabilitate remarcabilă ; câteva poduri pot fi admirate și astăzi, protejate ca monument istoric. Tot sub domnia lui Mihail Sturza au fost începute principalele trasee rutiere ale Moldovei : Galați-Tecuci-Mărășești-Bacău-Roman-Cornul Luncii și Iași-Tecuci-Galați. Inamicii politici nu au ezitat să-l acuze, în memorialistică și pamflete, că ar fi profitat de contextul de dezvoltare și transformare legislativă, sau de pârghiile oferite de poziția sa în fruntea Țării, pentru a-și spori substanțial averea prin abuz și corupție. Realitatea este mult mai puțin dramatică : Domnitorul coordona politicile publice cu actorii economici cei mai capabili ai Țării (în speță, acelea dintre marile familii boierești cele care îi erau favorabile, care dispuneau de capital, mână de lucru, posibilități de co-participare și voința politică de a o face), din dorința de a le vedea aplicate rapid și eficient. Propria sa familie fiind un actor economic de anvergură – ca posesoare de păduri, terenuri agricole și numeroase localități cu forță de muncă rurală –, o parte din beneficiile procesului de dezvoltare în reveneau firesc. 
În măsura în care legislația nouă o permitea, a redus abuzurile administrației și a proprietarilor asupra țăranilor ; a limitat inițial imigrarea evreilor, însă mai apoi a încurajat stabilirea acestora în Moldova pe considerentul că activitatea lor de negustori va dinamiza economia țării prin creșterea traficului comercial și va satisface nevoile de produse curente în localitățile Moldovei. (A dat un exemplu când i-a așezat și pe moșiile lui, de pilda la Mihăileni). 
În spirit cu epoca, așa cum o făcuseră Marea Britanie și Franța la începutul secolului, Mihail Sturza a desființat sclavia și a eliberat țiganii aparținând Domniei și mănăstirilor, primul gest de dezrobire din ambele Principate. (Prinsă într-un conflict politic între Domn, Alexandru Dimitrie Ghica, și consulatul Rusiei, din cauza articolului adițional din Regulamentul organic, Țara Românească va trebui să aștepte domnia lui Gheorghe Bibescu pentru da curs aceleiași politici.) Eliberarea lor se făcea treptat, cu despăgubiri acordate proprietarilor și în ideea includerii acestei noi forțe de muncă în societatea curentă, ca lucrători productivi (artizani, meșteșugari, ș.a.); taxele și impozitele plătite de ei ar fi servit la răscumpărarea libertății celorlalți țigani, rămași în proprietatea privată a familiilor boierești. Această politică de integrare graduală a fost întreruptă de mișcarea din 1848.
A promovat învățământul din Moldova înființând printre altele în 1835 Institutul de Arte și Meșteșuguri, pentru a da tineretului o educație industrioasă. A nemulțumit în schimb pe toată lumea determinându-l pe mitropolitul Veniamin Costache (foarte iubit de popor) să demisioneze. Unul din defectele sale era lăcomia de bani. În acest sens a vândut titluri de boieri și demnități mai mari ori mai mici pe bani, astfel încât dacă la începutul domniei erau 853 de boieri, la sfârșitul ei numărul lor ajunge la 3.750.
În al doilea an a domniei sale, la Cluj se publică un document în care boierii se declară nemulțumiți pentru că domnitorul era "lacom de bani, era josnic", lucra numai pentru interesele personale și se folosea de spioni pentru a obține din partea sultanului un firman împotriva boierilor.
În anul 1848 întreprinde măsuri de reprimare a mișcării revoluționare a tinerilor boieri din Moldova, care au prezentat în prealabil domnitorului un memoriu cu revendicări în 35 de puncte. Însă memoriul întocmit de ei, care de altfel nu cuprindea decât dorințe moderate și mai mult de ordin administrativ, i-a servit numai ca motiv pentru arestarea celor considerați periculoși. Cei care au putut, au emigrat. Între aceștia s-au aflat Mihail Kogălniceanu și Alexandru Ioan Cuza. 
După ocupația ruso-turcă a Principatelor Române și Convenția de la Balta-Liman (1849)  au fost numiți domnitori noi, în locul lui Mihail Sturza fiind numit Grigore Alexandru Ghica. 
Activitatea modernizatoare desfășurată de domnul moldovean și-a găsit o amplă reflectare în reforma sistemului judiciar. Separarea puterii judiciare de cea administrativă și legislativă a fost însoțită de înlăturarea ingerințelor administrației în procesele judiciare. Au fost instituite judecătorii județene, rurale, tribunale de apel, de comerț la Galați și corecțional la Iași. în 1847 a fost instituită și și-a început activitatea Comisia însărcinată cu alcătuirea unui singur cod al legilor din Moldova, care și-a desfășurat activitatea sub conducerea nemijlocită a domnului. A fost adoptat un șir întreg de masuri, menite să lichideze numărul enorm de procese neterminate. Mihail Sturzda a căutat să impună autoritatea statului și în domeniul ecleziastic, căutând să facă o anumită ordine în sfera veniturilor bisericilor și mănăstirilor din Moldova. Legea de la 1835 cu privire la mănăstirile moldovenești neînchinate a instituit controlul statului asupra administrației averilor mănăstirești. O altă lege, de la 1839, prevedea înființarea unei dicasterii menită să se ocupe nemijlocit de administrarea averilor ecleziastice și introducerea unei discipline rigide în viața monahală din Moldova. A inițiat un amplu program de lucrări publice, au fost construite aproximativ 400 de km de șosele moderne pentru acel timp, poduri, cu preponderență, din piatră, care au rezistat în timp, aceasta facilitând dezvoltarea comerțului și a relațiilor dintre diferite zone ale țarii. Domnul moldovean a acordat o atenție deosebită instrucției publice. Prin acordarea unor burse, donații se urmarea încurajarea înscrierii tonerilor în școlile din țara și cele de peste hotare. La 16 iunie 1835, în casele lui Petrache Cazimir a fost inaugurată Academia Mihaileană. Ea avea inițial două clase gimnaziale, două umaniste și una de filozofie. Academiei i-a fost donat utilaj științific și o bibliotecă, din care 600 de cărți au fost dăruite de Mihail Sturza.

## Căsătorie și viața privată
În 1817, când avea 23 de ani, s-a căsătorit cu Elisabeta Rosetti, fiica lui Vasile Rosetti, în vârstă de 15 ani, cu care a avut doi băieți: Dimitrie și Grigore.
În 1822 s-au despărțit, iar Mihail s-a recăsătorit cu Smaranda, fata caimacamului Ștefan Vogoride, pentru a obține tronul Moldovei, cu care a avut doi copii: principele Mihail (n. 31 decembrie 1846 - d. 30 iunie 1863, asasinat la Paris la vârsta de 16 ani doar) și principesa Maria, care s-a căsătorit cu principele Constantin Gorciacov.
A murit la 8 mai 1884 la Paris la vârsta de 90 de ani și a fost înmormântat în Capela Sturdza din stațiunea Baden-Baden, Germania.